# Щукі (Мазовецьке воєводство)
Щукі (пол. Szczuki) — село в Польщі, у гміні Плоняви-Брамура Маковського повіту Мазовецького воєводства.
Населення — 939 осіб (2011).

## Демографія
Демографічна структура станом на 31 березня 2011 року:
|          | Загалом | Допрацездатний вік | Працездатний вік | Постпрацездатний вік |
| -------- | ------- | ------------------ | ---------------- | -------------------- |
| Чоловіки | 470     | 80                 | 343              | 47                   |
| Жінки    | 469     | 86                 | 287              | 96                   |
| Разом    | 939     | 166                | 630              | 143                  |